# 淺井了意
淺井了意（日语：／ Asai Ryoi，1612年（慶長17年）—1691年1月29日（元禄4年旧历1月1日）），為日本江戶時代前期的淨土宗僧侶及仮名草子作家，出生於京都，本名不詳。号松雲、瓢水子、羊岐斋。父親為京都東本願寺末寺本照寺院的住持。